# 문윤성
문윤성(1916년 ~ 2000년 8월 24일)은 대한민국의 소설가이다. 본명은 김종안(金鐘安)이다.

## 생애
1916년 강원도 철원에서 태어났다. 일제 강점기 시절 지금의 경복고등학교의 전신인 경성제2고보에 재학 중 일본인 교사에게 반항하다 퇴학당하고, 홀어머니를 모시기 위해 공사장, 광산 등에서 노동자로 일하며 소설과 시를 썼다. 독학으로 설계와 배관을 익혀 뒤에 ‘대승기업사’라는 공조회사를 차려 운영하기도 했다.
1946년 단편 <뺨>을 <신천지>에 발표하였으나 문단 활동을 이어가지는 못했다. 51세가 되던 1965년 <주간한국>의 제1회 추리소설 공모전에 《완전사회》로 당선, 1967년 같은 제목의 책으로 출간했다. 《완전사회》는 한국 최초의 본격 SF 장편소설로 평가받으며, 당시 기성 문단에도 큰 충격을 주었다.
1985년, 일본 나카소네 수상의 한일수교 20주년 기자회견 방송을 듣고 울분을 참지 못하여 쓰기 시작한 것이 소설 《일본심판》이다. 이 작품에는 그의 날카로운 역사관과 장쾌한 스타일이 잘 드러나 있다.
작가는 한국추리작가협회의 초창기 멤버로도 활발히 참여하며 ‘추리소설의 과학화’를 늘 주장했는데, 탄탄한 과학적 설계를 바탕으로 <덴버에서 생긴 일>, <하우로드의 두 번째 죽음>, <붕운동 회상>, <전원 랩소디> 등 많은 단편을 발표했다. 장편소설로 《완전사회》, 《사슬을 끊고》가 있으며, 희곡 《상속자》와 장편 서사시《박꽃》을 내기도 했다. 2000년 8월 24일 수원에서 별세했다. 향년 85세.

## 주요 작품 및 수상
- 작품
  - 완전사회
  - 사슬을 끊고
- 수상
  - 1965년 주간한국 제1회 추리소설 공모전 당선

## 같이 보기
- 문윤성 SF 문학상